# Capitell de creu de terme (Castellnou de Seana)
El Capitell de creu de terme és una obra gòtica de Castellnou de Seana (Pla d'Urgell) declarada Bé Cultural d'Interès Nacional.

## Descripció
L'any 1917, aquesta creu de pedra estava ubicada a la sortida del poble, pel camí de Vila-sana.
El conjunt conservat correspon a la magolla i a un fragment de creu que, sense seguretat total, podria formar part de la creu que sostenia aquesta magolla: la fotografia de l'any 1917 no ho clarifica del tot. El relleu que ostenta aquest fragment representa una àguila i suposem que podria formar part dels braços de la creu simbolitzant l'evangelista Sant Joan. Les mostres d'ornamentació calada, simulant cresteria, i els relleus d'arcuacions i elements vegetals de la magolla, fan pensar en una creu gòtica.